# بیا ببار یا بیا بتاب

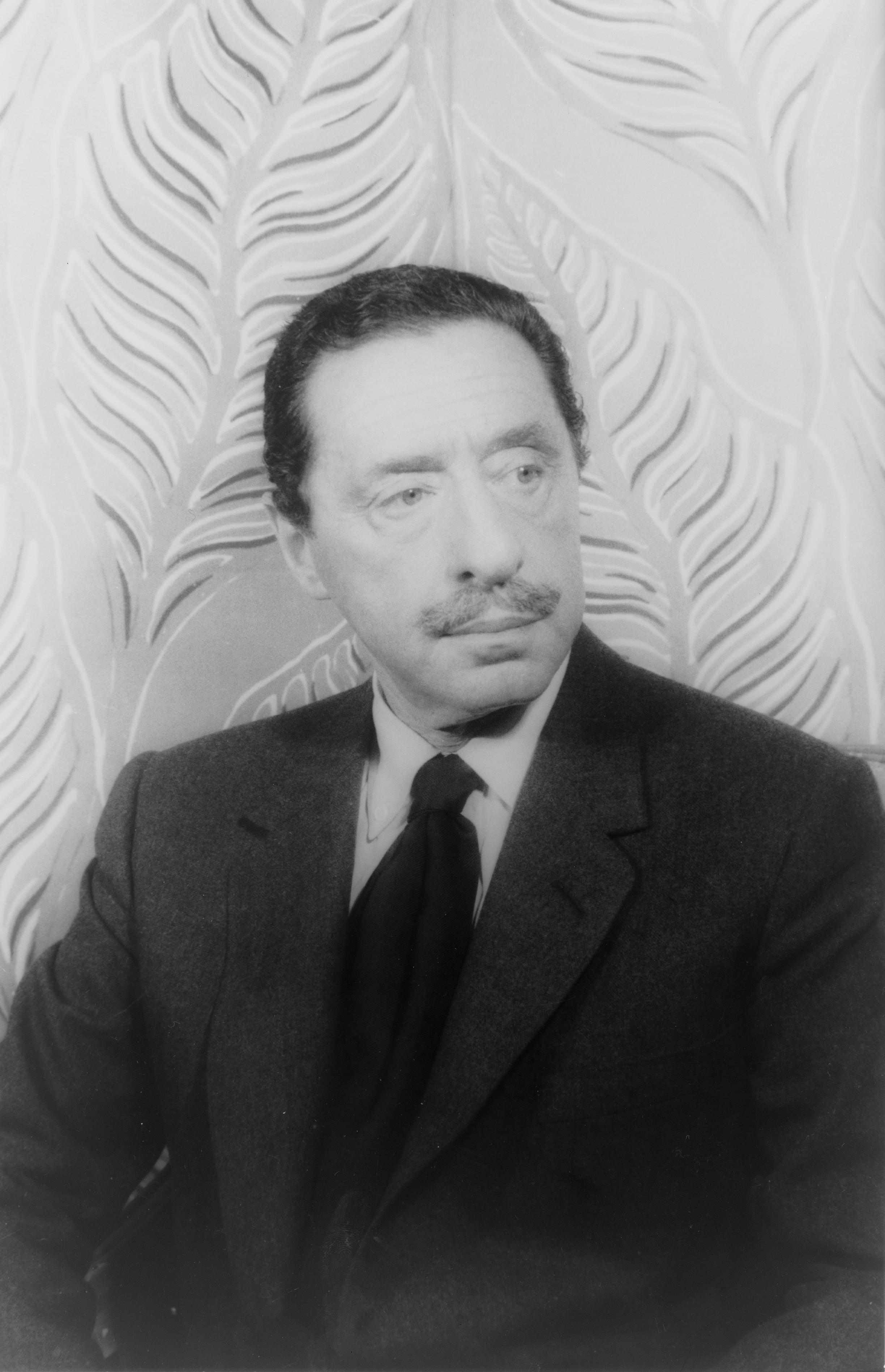
تصویری از هارولد آرلن

" بیا ببار یا بیا بتاب " (به انگلیسی: Come Rain or Come Shine) ترانه‌ای پاپ، با موسیقی هارولد آرلن و متن ترانهٔ جانی مرسر است. این قطعه برای نمایش موزیکال زن سنت لوئیز که در ۳۰ مارس ۱۹۴۶ به روی صحنه رفت و پس از ۱۱۳ اجرا تمام شد، نوشته شده بود.

## عملکرد نمودار
این قطعه "در حین اجرای نمایش به یک هیت متوسط تبدیل شد، و باعث شد نمودارهای پاپ با اجرای مارگارت وایتینگ (پل وستون و ارکستر او) به شماره هفده برسند و کمی بعد، هلن فارست و دیک هایمز با نسخهٔ ضبط شده به بیست و سه رسیدند. ""

## سایر ضبط‌ها
بعدها این ترانه توسط تعداد زیادی از هنرمندان ضبط شده‌است، از جمله: در سال ۱۹۵۵، بیلی هالیدی، در سال ۱۹۵۶، جودی گارلند، در سال ۱۹۵۹، کانی فرانسیس، در سال ۱۹۵۹، ری چارلز، در سال ۱۹۶۱، الا فیتزجرالد، در سال ۱۹۶۲، فرانک سیناترا، در سال ۱۹۷۹، باربارا استرایسند، در سال ۱۹۹۱، بت میدلر، در سال ۲۰۰۰، بی.بی. کینگ به همراه اریک کلپتون، در سال ۲۰۰۷، روفس وین‌رایت و در سال ۲۰۰۹، ویلی نلسون.